# Campo d'infiammabilità
Con campo di infiammabilità si intende l'intervallo di concentrazione percentuale massima e minima (cioè i limiti di infiammabilità) di un gas o del vapore di un liquido combustibile miscelato con un comburente (generalmente aria), tra i quali può avvenire la combustione in presenza di un innesco.
Per i gas viene anche definito un campo di esplosività, che è più ristretto del campo d'infiammabilità.

## Limite di infiammabilità inferiore e superiore
Il campo di infiammabilità è definito da un limite superiore di infiammabilità (LS) e da un limite inferiore di infiammabilità (LI). Al di sotto del limite inferiore il gas non è abbastanza concentrato per infiammarsi, infatti benché un innesco possa produrre una reazione combustibile-comburente, la reazione non si propaga all'interno della miscela. Al di sopra del limite superiore, viceversa, l'atmosfera è ricca del gas ma scarsa di comburente. In realtà, anche al di fuori dei limiti di infiammabilità è possibile avere combustione: ad esempio un barile di benzina nell'aria può generare rapporti di miscela infiammabili. Ciò è dovuto ai moti dell'aria, che "mescolano" la miscela aria/benzina, creando dei punti di disomogeneità ("hot spot") all'interno del sistema, che fungono da innesco per la reazione di combustione.
I limiti di infiammabilità sono correlati alla velocità laminare di fiamma[1], un parametro ingegneristico che è una proprietà delle miscele combustibili e che esprime la reattività delle fiamme soppesando cinetica, fenomeni di trasporto e termochimica. In particolare quando la velocità laminare di fiamma è bassa il fronte di fiamma praticamente non propaga e quindi si è fuori dai limiti di infiammabilità.
Sperimentalmente è noto che:
{\displaystyle S_{u}(T,P)=S_{u}^{0}({\frac {T}{T_{0}}})^{\alpha }({\frac {P}{P_{0}}})^{\beta }}
Dove Su è la velocità laminare di fiamma ed Suo è la velocità laminare di fiamma calcolata in condizioni di riferimento To Po.
I valori dei limiti di infiammabilità sono influenzati da:
- temperatura: aumenta la temperatura allarga il limite di infiammabilità (α>0);
- pressione: aumentare la pressione restringe i limiti di infiammabilità (β<0), l'unica sostanza per la quale la pressione aumenta l'infiammabilità è l'idrogeno (β>0);
- {\displaystyle \phi ={\frac {x_{f}/x_{c}}{x_{f,stech}/x_{c,stech}}}} dove Φ è detto equivalent ratio, ovvero il rapporto tra il combustibile e il comburente e la loro quantità in condizioni stechiometriche;
- diluenti termici, la velocità laminare di fiamma è maggiore senza diluenti termici, infatti fiamme con solo ossigeno sono più calde rispetto alle fiamme in aria poiché il calore sprigionato dalla combustione serve a riscaldare anche l'azoto che però non reagisce;